# Giovanni Tessitore
Giovanni Tessitore (* 1929 in Anacapri; † 2006 ebenda) war ein italienischer Maler.

## Leben
Giovanni Tessitore wurde auf der italienischen Insel Capri geboren, wo er auch die meiste Zeit seines Lebens verbrachte. In seiner Jugend kam er in Kontakt mit dem deutschen Maler Otto Sohn-Rethel (Düsseldorf 1877 – Anacapri 1949), der in Anacapri eine Villa besaß, an dem Jungen Gefallen fand und ihn im Malen unterrichtete. Ein von Sohn-Rethel gemaltes Porträt Tessitores befindet sich in dessen Nachlass. Tessitore entwickelte sein Talent ohne weitere akademische Ausbildung. Sein künstlerisches Werk, vor allem Ölbilder und Zeichnungen, weist unterschiedliche Stile auf. Neben spätexpressionistischen und kubistischen Techniken finden sich abstrakte Bilder; in seinen letzten Lebensjahren wurde Tessitore vor allem als naiver Maler bekannt.
Giovanni Tessitore betrieb in den Sommermonaten eine einfache Badeanstalt in der Nähe der Blauen Grotte, genannt „Giovanni a Gradola“, die bei italienischen und ausländischen Schriftstellern, Künstlern und Intellektuellen beliebt war und zum Schauplatz des Romans Ci vediamo al Bar Biturico (2006) von Paolo Doni (Pseudonym für Giuliano Zincone) wurde; in den Wintermonaten hielt er sich häufig auch im Ausland auf. Zuletzt war er verheiratet mit der Schwedin Katharina Olsson aus Karlstad, die auch seinen Nachlass besitzt; das Paar hatte zwei Töchter.

## Ausstellungen (Auswahl)
- 1949 Galerie La Medusa, Neapel
- 1970 Galerie David, Kitzbühel
- 1978 Fondazione Axel Munthe, Capri
- 1984 Salon des Artistes, Paris
- 2007 Casa Rossa, Capri